# دانيال فاراداي
الدكتور «دانيال فاراداي» هو شخصية خيالية من شخصيات المسلسل التلفزيوني الضياع الذي أنتجته هيئة الإذاعة الأمريكية، وقد لعب الدور الممثل جيريمي ديفيز. ظهرت شخصية الدكتور فاراداي في الموسم الرابع (بداية النهاية) وهو فيزيائي من جامعة أوكسفورد. يعاني من فقدان ذاكرة قصير وربما يكون سبب ذلك تجاربه التي كان يجريها عن اضمحلال النشاط الإشعاعي. وهو أحد أعضاء الفريق الموجود على متن سفينة الشحن «كاهانا» الراسية على شاطئ الجزيرة.
طوال فترة تواجده في الأحداث، يلعب فاراداي دوراً هاماً إذ يشارك معرفته في مجال «السفر عبر الزمن». بعد أن يسافر إلى عام 1977، تطلق عليه النار إلويس هوكينغ، غير مدركة أنه ابنها.